# Oberbergscheid
Die Ortschaft Oberbergscheid mit etwa 120 Einwohnern ist ein Ortsteil der Gemeinde Lindlar, Oberbergischen Kreis im Regierungsbezirk Köln in Nordrhein-Westfalen (Deutschland).

## Lage und Beschreibung
Oberbergscheid liegt im westlichen Lindlar, östlich von Schmitzhöhe an der Kreisstraße K24 auf der Wasserscheide zwischen der Lindlarer Sülz und dem Lennefer Bach. Weitere Nachbarorte sind Unterbergscheid, Fahn, Ellersbach und Ebbinghausen.

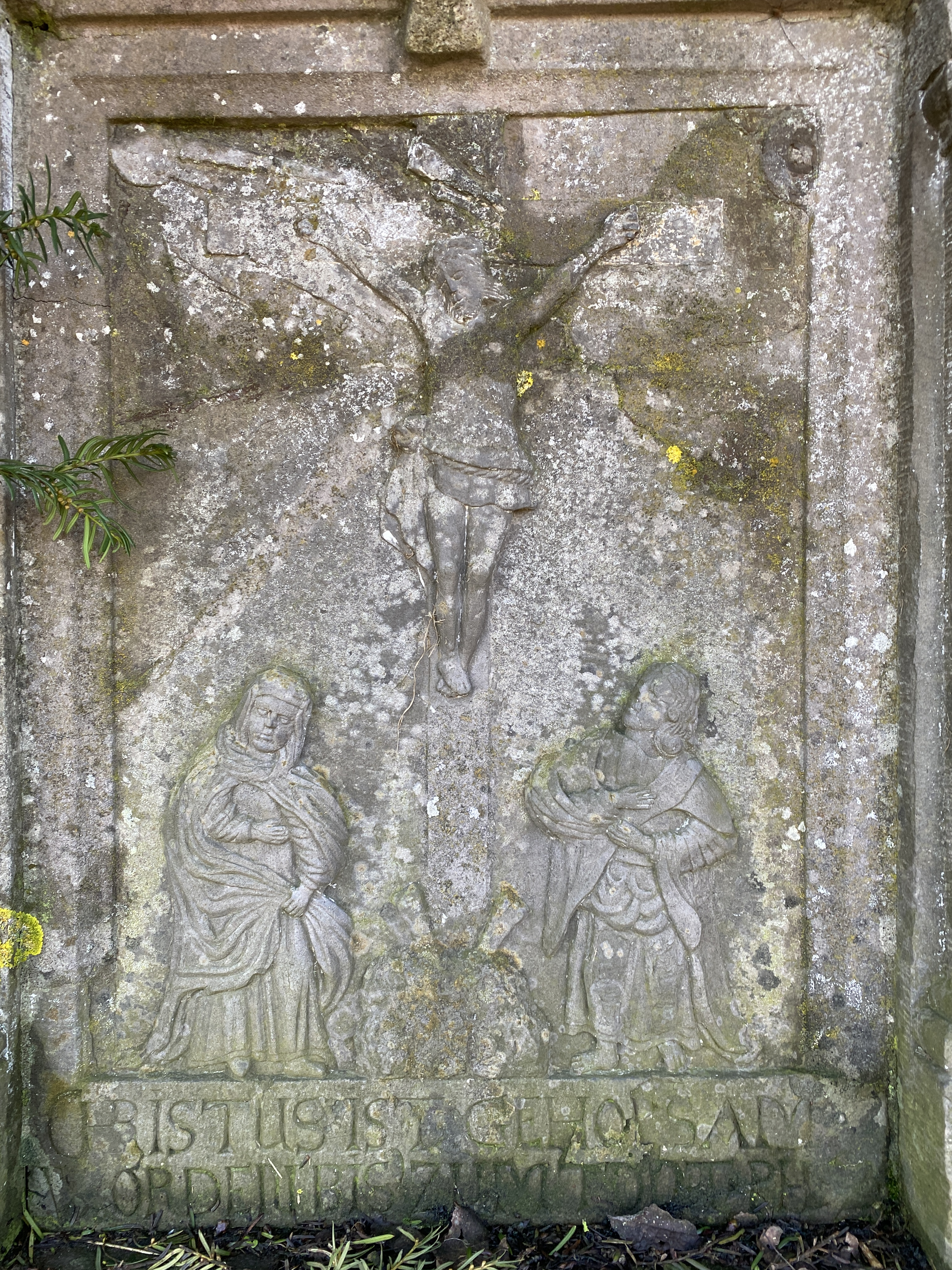
Baudenkmal Wegekreuz (1704)

## Geschichte
Bergscheid wurde 1475 das erste Mal urkundlich als berschoß erwähnt, 1484 änderte sich der Name nach berenschoß.
1830 hatte Bergscheid 107 Einwohner.
Aufgrund § 10 und § 14 des Köln-Gesetzes wurde 1975 die Gemeinde Hohkeppel aufgelöst und umfangreiche Teile in Lindlar eingemeindet – darunter auch Oberbergscheid.

## Sehenswürdigkeiten
An der Abzweigung nach Unterbergscheid findet sich in Oberbergscheid ein Wegekreuz aus dem Jahre 1704 (Baudenkmal Nr. 201 der Gemeinde Lindlar).

## Busverbindungen
Haltestellen Oberbergscheid:
- 401 Industriegebiet Klause – Lindlar – Waldbruch – Schmitzhöhe – Hommerich – Kürten Schulzentrum (KWS, Schulbus)
- 421 Lindlar – Immekeppel – Moitzfeld – Bensberg (RVK)

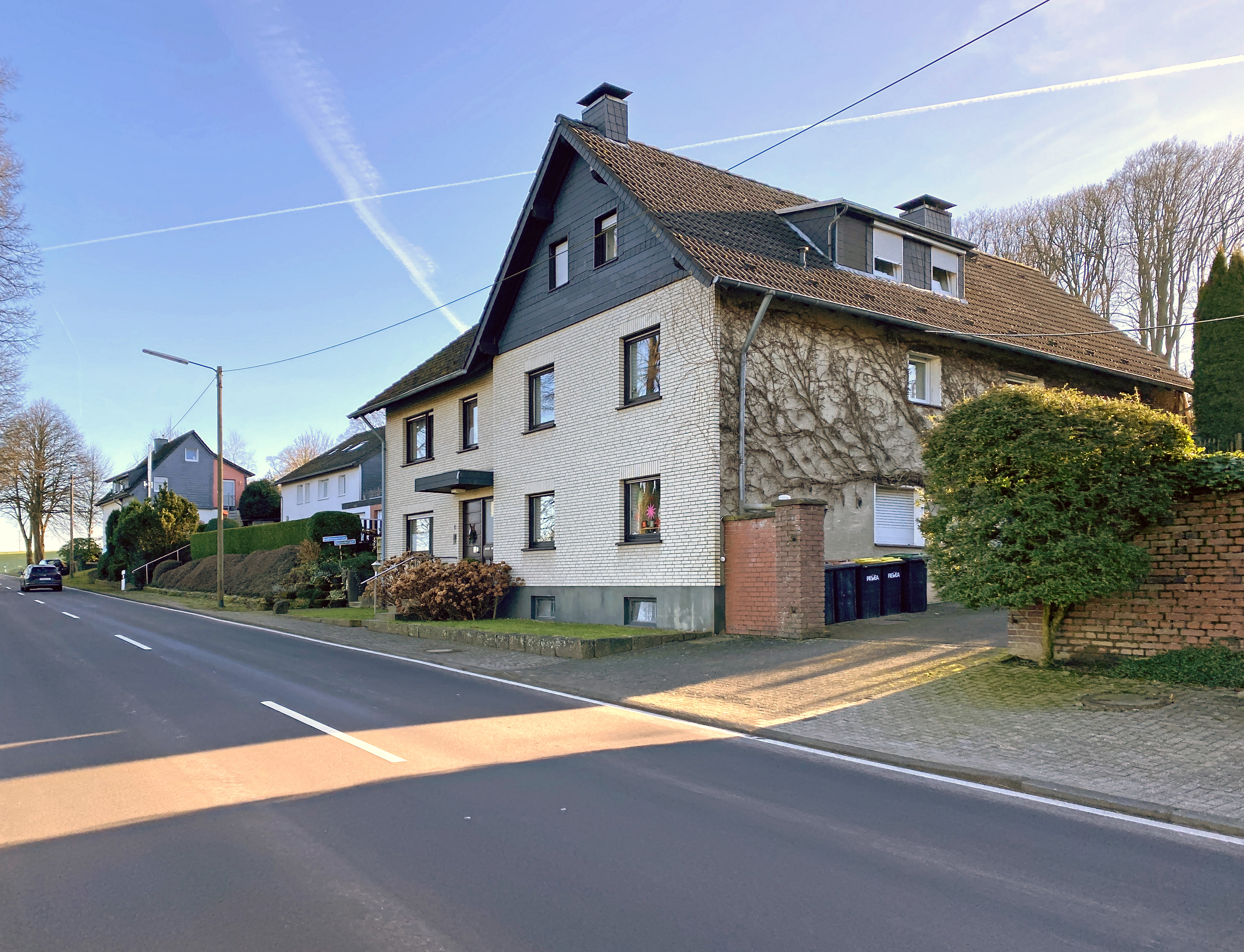
Häuser an der hist. Höhenstraße (K 24)
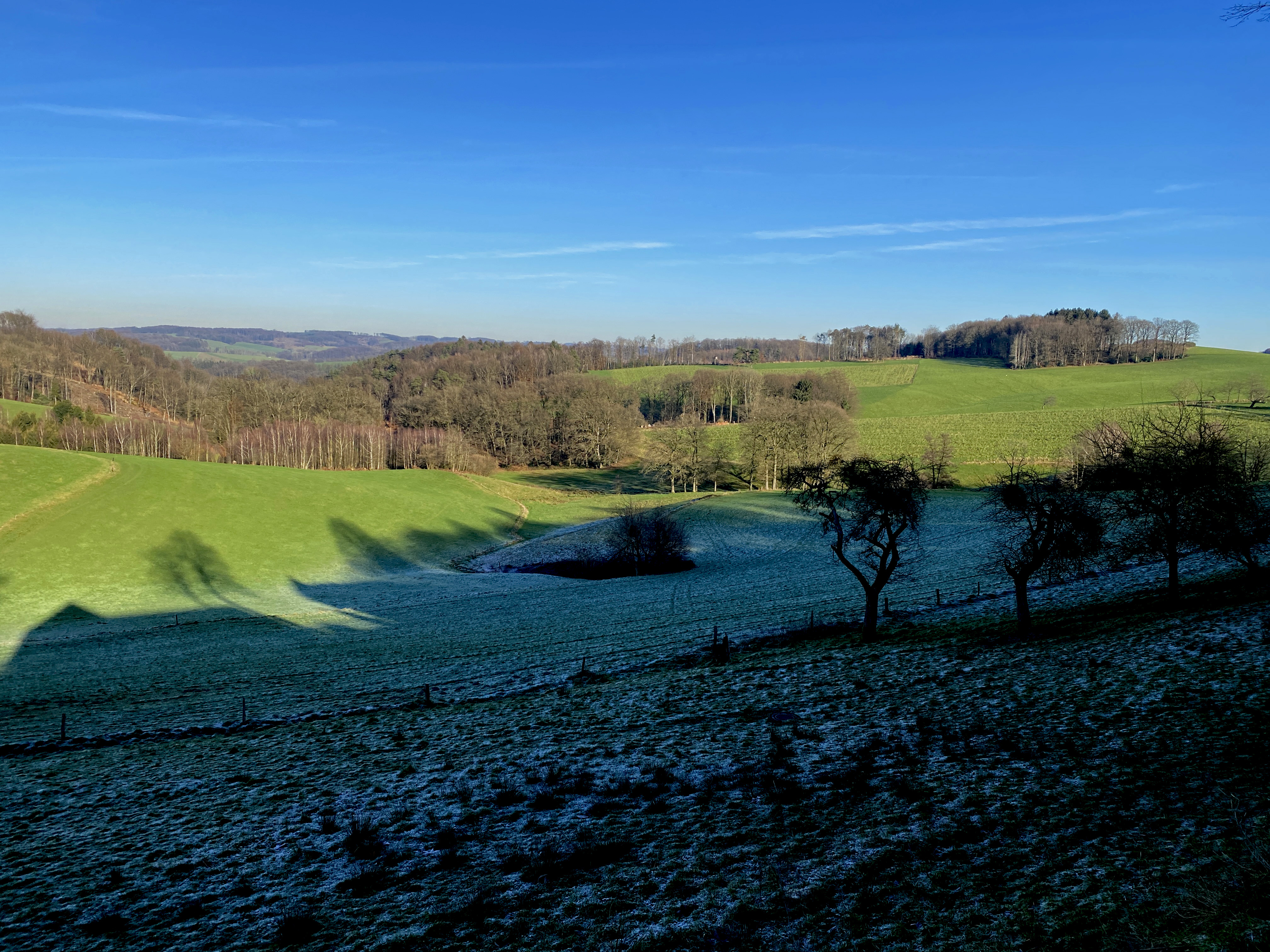
Aussicht nach Norden (Tal der Lindlarer Sülz)
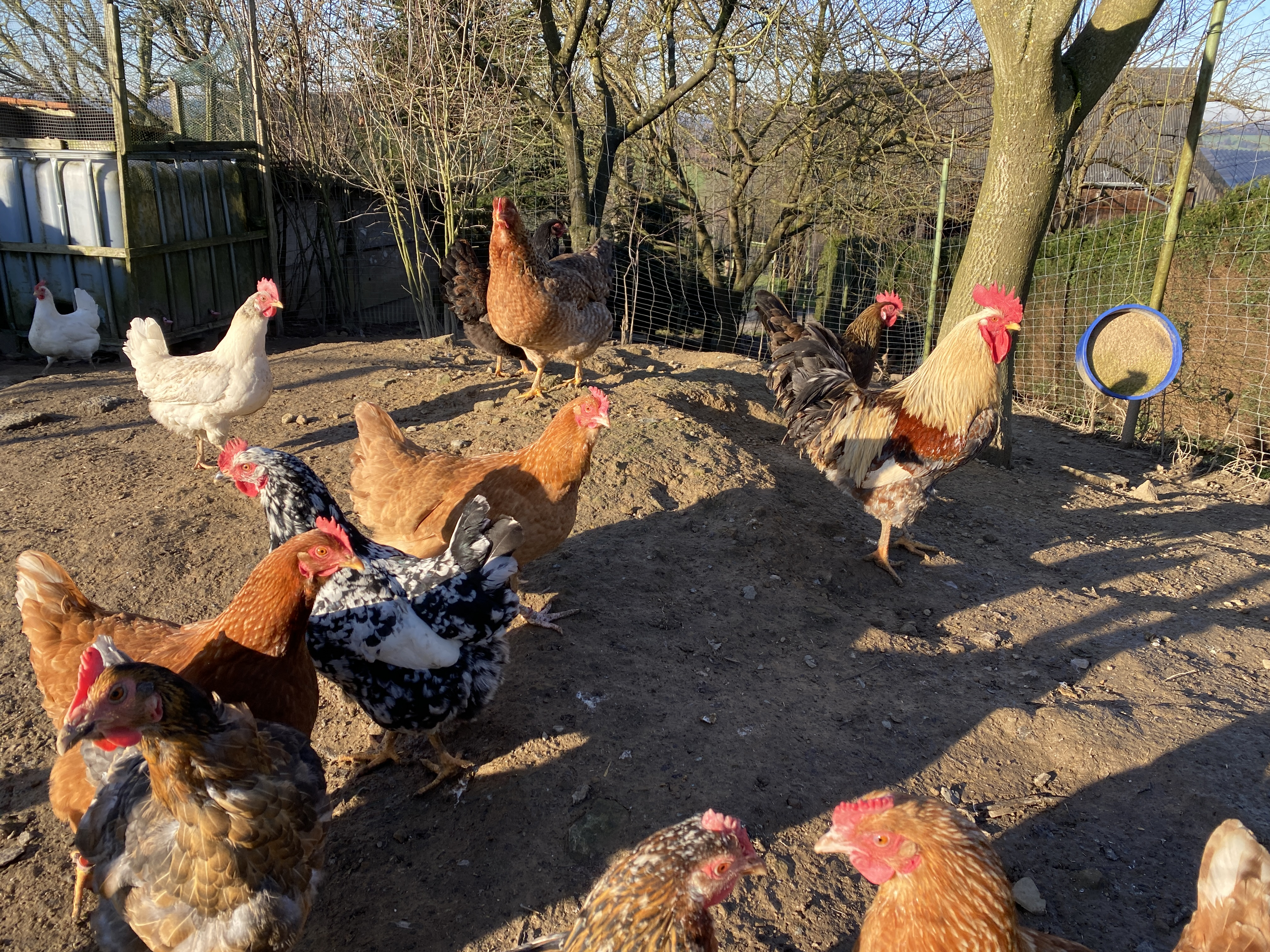
Hühnerhof in Oberbergscheid
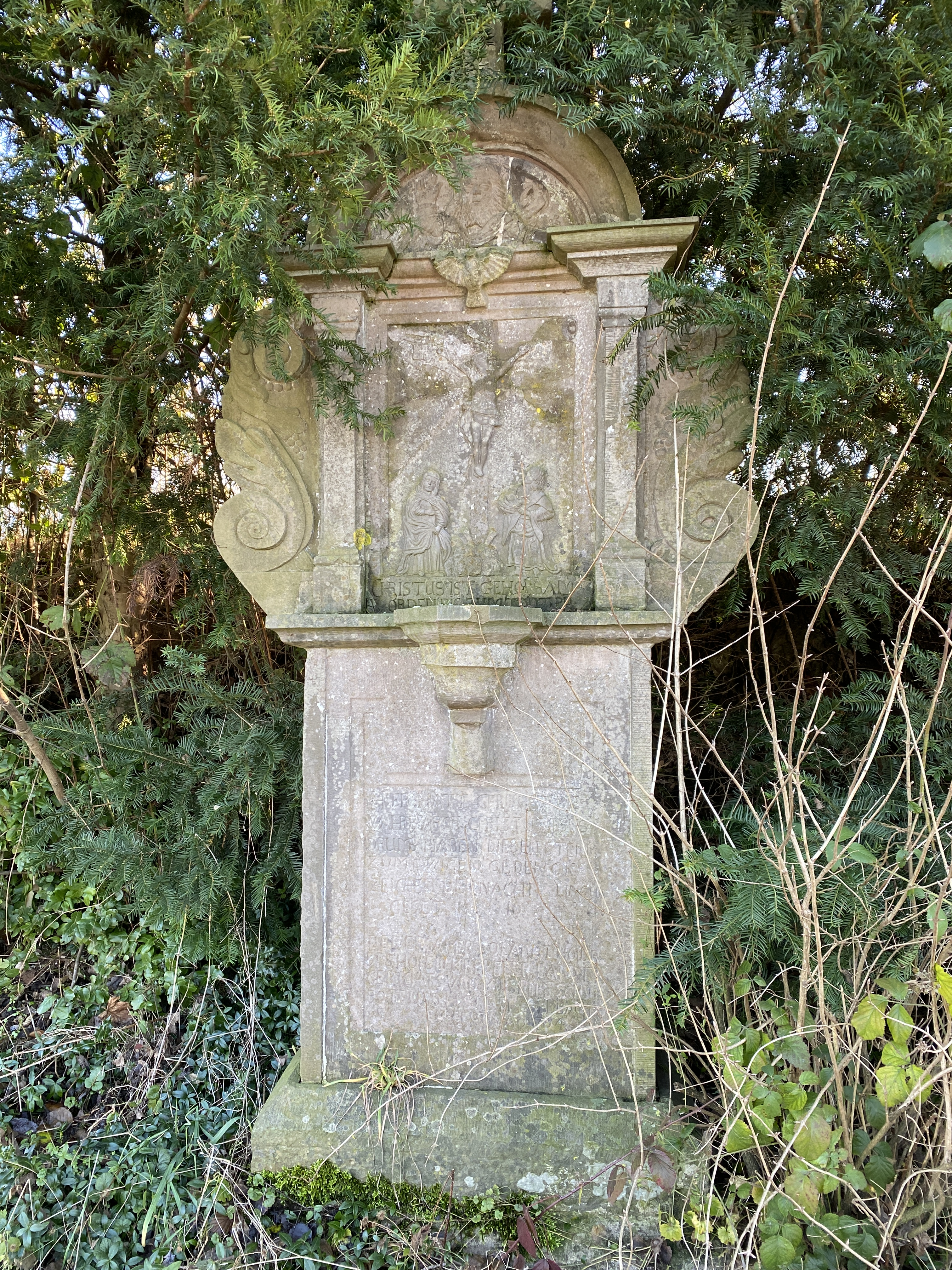
Baudenkmal Wegekreuz (1704)